# Harutsuki
Le Harutsuki (春月) était un destroyer de classe Akizuki en service dans la Marine impériale japonaise pendant la Seconde Guerre mondiale.

## Historique
Le 5 octobre 1945, le Harutsuki est retiré des listes de la marine. Le 28 août 1947, il est transféré à l'Union soviétique, rebaptisée Vnezapny (Внезапный) et réarmée avec huit canons de 102 millimètres, quinze canons de 25 mm et quatre lance-torpilles de 533 millimètres (21 pouces). Il devient navire-école Oskol en 1949, navire-cible TSL-64 en 1955 et finalement caserne flottante PKZ-37 avant d'être démoli en 1969.